# Vinci (Unternehmen)
Vinci S.A. (Eigenschreibweise VINCI) ist ein börsennotierter französischer Konzessions- und Baukonzern mit Mitarbeitern in mehr als 110 Ländern. Zum Leistungsspektrum gehören Planung, Finanzierung, Bau und Betrieb von Infrastrukturen und baulichen Einrichtungen.

## Geschichte
Die Firma wurde 1899 von den Bauingenieuren Alexandre Giros und Louis Loucheur unter dem Namen Société générale d’entreprises (SGE), etwa „Allgemeine Unternehmensgesellschaft“, gegründet. 2000 firmierte das Unternehmen zu Vinci um. Vinci gliedert sich in sechs Sparten und erwirtschaftete 2020 43,234 Mrd. € Umsatz.
Vinci ist an der Börse Euronext notiert und ist Bestandteil der Börsenindices CAC40 und EURO STOXX 50.
Am 22. November 2016 wurde durch eine Pressemitteilung verbreitet, dass das Unternehmen angeblich seine Zahlenwerke für 2015 und 2016 revidiere und den Finanzchef entlässt. Diese Berichte lösten massive Kursverluste der Vinci-Aktie binnen kürzester Frist aus. Der Konzern verlor zeitweise mehr als 18 Prozent an Börsenwert. Das Management erklärte sehr bald jedoch, dass diese Pressemitteilung gefälscht sei.

## Bereiche
Vinci gliedert sich in die beiden Bereiche Konzessionen und Kontrakte.

### Konzessionen

#### Vinci Autoroutes
Vinci Autoroutes ist eine Autobahngesellschaft, die 4.398 km Autobahnen in Frankreich bewirtschaftet. Dazu zählen die Tochtergesellschaften Autoroutes du Sud de la France (ASF), Cofiroute, Escota und Arcour. Vinci Autoroutes bietet außerdem über die eigene Tochtergesellschaft ULYS eine hauseigene Mautbox für die Bezahlung der Autobahnmaut an (telepéage).
Es werden mehrere Autobahnen bewirtschaftet:

#### Vinci Airports
Vinci Airports betreibt international 72 Flughäfen, davon zwölf in Frankreich, zehn in Portugal und einen in Großbritannien. 2012 wurde der staatliche portugiesische Flughafenbetreiber ANA Aeroportos de Portugal erworben. Weitere Flughäfen werden in Amerika und Ostasien betrieben.Stand: 2024:
In Kambodscha betreibt das Unternehmen folgende Flughäfen:
- Flughafen Phnom Penh
- Flughafen Sihanouk
- Flughafen Dara Sakor
- Flughafen Techo[9]

### Kontrakte

#### Vinci Energies
Vinci Energies ist in 56 Ländern – davon 31 außerhalb Europas – für öffentliche Auftraggeber und Unternehmen in den Bereichen Installation, Ausrüstung, Betrieb und Optimierung von Energie-, Verkehrs- und Kommunikationsinfrastrukturen sowie industriellen Anlagen und Gebäuden tätig. Das Leistungsspektrum erstreckt sich über den gesamten Lebenszyklus der Projekte, von der Planung über die Ausführung bis hin zu Wartung und Betrieb. Die Unternehmen der Vinci Energies treten eigenständig oder unter einer der Marken Actemium, Axians, Citeos, Omexom oder Building Solutions auf. Unter der Dachmarke Actemium ist ein breit gefächertes internationales Netzwerk von unabhängig agierenden Industriedienstleistern innerhalb der Division organisiert zu dem beispielsweise auch die 2010 gekaufte Cegelec-Gruppe gehört.
Die in Deutschland beheimateten einzelnen Gesellschaften bieten Lösungen und Dienstleistungen für die Industrie u. a. in den Bereichen Elektrotechnik, Mess-, Steuerungs- und Regelungstechnik, Automatisierung- und Prozessleittechnik, Betriebsführungssysteme (MES) sowie Energietechnik an. Unter der Marke Actemium erwirtschafteten sie 2019 in Deutschland zusammen einen Umsatz von 475 Mio. Euro.

#### Eurovia
Eurovia entwickelt Mobilitätslösungen in den Bereichen Verkehrswegebau (Straßen, Autobahnen, Schienenwege, Straßenbahnen), Kommunalbau und Dienstleistungen (Bewirtschaftung und Wartung von Straßennetzen). Darüber hinaus betreibt Eurovia ein Netzwerk von 400 Gewinnungsbetrieben für Zuschlagstoffe und Produktionsanlagen wie Bindemittel- und Asphaltmischwerke. Eurovia erwirtschaftete 2014 mit ca. 39.000 Beschäftigten einen Umsatz von 8,2 Mrd. Euro.

#### Vinci Construction
Vinci Construction ist ein weltweit agierendes Bauunternehmen und in acht Geschäftsfeldern tätig: Hochbau, funktionelle Bauwerke, Verkehrsinfrastrukturen, wasserwirtschaftliche Infrastrukturen, erneuerbare Energien und Kernenergie, Umwelt, Oil & Gas und Bergbau.

#### Vinci Facilities
VINCI Facilities Deutschland GmbH betreibt ein umfassendes Facility Management, für Bau- und Sanierungsprojekte sowie für die Konzeption, Planung, Erstellung und das Betreiben von Öffentlich-Privaten Partnerschaften (ÖPP)
Folgende Firmen in Deutschland sind Unternehmenstöchter:
- Dechow
- Dunckel GmbH
- Ehrenfels
- Faceo tech & energy
- G+H Innenausbau
- G+H Kühllagerbau
- G+H Reinraumtechnik
- Lagrange TWM
- Schuh Bodentechnik
- SKE Base Services
- SKE Facility Management
- SKE Facility Services
- SKE Support Services
- SKE Technical Services
- Stingl GmbH München
- Alfred Pieper GmbH[12]

Folgende Firmen in Belgien sind Unternehmenstöchter:
- PPP-Schulen Eupen